# Јан Вернер
Јан Вернер (пољ. Jan Werner; Бжезини, 25. јун 1946 — Варшава, 21. септембар 2014) бивши је пољски атлетичар, који се такмичио у спринтерским дисциплинама на 400 и 200 метара. Био је троструки учесник летњих олимпијских игара, освајач бронзане медаље и еврпоски првак на отвореном и дворани.

## Значајнији резултати
На првом учешћу на Олимпијским играма У Мексику 1968. елиминисан је у полуфиналу трке на 400 м, а са штафетом 4 к 400 м заузое је 4. место заједно са Станиславом Грендзинским, Јаном Балацховским и Анджејем Баденским.
У Минхену 1972. поново је елиминисан у полуфиналу трке од 400 метара, а са штафетом 4 к 400 м је био пети заједно са Збигњевом Јаремским, Јаном Балаховским и Анджејем Баденским.
Највећи успех постигао је на последњем учешћу на Олимпијским играма 1976. у Монтреалу стигао је до финала на 400 м, гге је заузео 8. место, а са штафетом 4 к 400 м са Јержијем Пјетржиком, Ришардом Подлатом и Збигњевом Јеремским освојио сребрну медаљу.
Постигао је многе успехе на Европским првенствима. У Будимпешти 1966. постао је европски првак са штафетом 4 к 400 м са Станиславом Грендзинским, Едмундом Боровским и Анджејем Баденским, а у утрци на 200 метара био је четврти. У Атина|Атини 1969. постао је европски првак на 400 м, а са штафетом 4 к 400 м са Вернер је била четврта. Током првенства у Хелсинкију 1971. године освојио је бронзану медаљу за 400 метара и сребрну медаљу у штафети 4к400 м (са Јаном Балацховским, Валдемаром Корицким и Анджејем Баденским. Такође је освојио четири златне и сребрне медаље на Европским играма и Европском првенству у дворани са штафетама 4 к 2 круга и сребрну медаљу појединачно на Европским играма у дворани у Београду 1969.
Био је европски рекордер на 200 м (20,4 с) и штафетама 4 к 200 м и 4 к 400 м као и вишеструки рекордер у Полаској. Освојио је титулу првака Пољске десет пута на 200 м (1967, 1969 и 1971), на 400 м (1968, 1970, 1971 и 1976) и штафетама 4 к 100 м и 4 к 400 м.
Био је рекордер у Европи за 200 метара (20,4 с) и релејном релеју 4 к 200 м и 4 к 400 м и вишеструким рекордерима у Пољској. Освојио је титулу првака Пољске десет пута за 200 м (1967, 1969 и 1971), за 400 м (1968, 1970, 1971 и 1976) и у штафетама 4 к 100 ми 4 к 400 м.
По завршетку каријере постао је тренер.
Умро је 21. септембра 2014. године и сахрањен је 26. септембра 2014. на гробљу у Повсину.

## Лични рекорди
На отвореном:
- 199 м — 10,3 (14. мај 1967, Кјелце)
- 200 м — 20,4 (3. јун 1967. Варшава)
- 400 м — 45,44 (28. јул 1976. Монтреал

У дворани
- 400 м — 47,4 (9 март 1969, Београд)